# 海浜事故
海浜事故（かいひんじこ）とは、海難事故のうち、海浜地域での事故のことである。主にマリンレジャー（遊泳、磯釣り、サーフィン、ボードセーリング、スキューバダイビング）中の事故を指す。漁業や船舶、PWCなどの事故は海浜事故には含まれない。
近年では日本全国の海難事故における1年間の死者・行方不明者1,400人前後のうち、およそ60%（800人前後）が海浜事故に該当している。
2004年（平成16年）度は、遊泳中の事故者320人を筆頭に、釣り中243人、サーフィン中54人、スキューバダイビング中48人など、計835人が死亡・行方不明を含む何らかの海浜事故に遭っている。
| サブスタブ | この項目は、まだ閲覧者の調べものの参照としては役立たない、書きかけの項目です。この項目を加筆・訂正などしてくださる協力者を求めています。このテンプレートは分野別のサブスタブテンプレートやスタブテンプレート（Wikipedia:分野別のスタブテンプレート参照）に変更することが望まれています。 |